# NGC 6573
NGC 6573 је група звезда у сазвежђу Стрелац која се налази на NGC листи објеката дубоког неба.
Деклинација објекта је - 22° 7' 8" а ректасцензија 18h 13m 41,5s. Привидна величина (магнитуда) објекта NGC 6573 износи 8,1. NGC 6573 је још познат и под ознакама ESO 590-**7.